# Kritiek gebied
In de statistiek is het kritieke gebied van een statistische toets de verzameling van uitkomsten van de steekproef die tot verwerping van de nulhypothese leiden. Uitkomsten uit het kritieke gebied passen beter bij de alternatieve hypothese dan bij de nulhypothese. Onder de nulhypothese is de kans op een uitkomst in het kritieke gebied de onbetrouwbaarheid van de toets. Onder de alternatieve hypothese is de kans op een uitkomst in het kritieke gebied het onderscheidend vermogen van de toets. Een goede toets heeft een kleine onbetrouwbaarheid en een groot onderscheidend vermogen. Het kritieke gebied wordt wel aangeduid met de letter {\displaystyle K}.
Omdat de informatie van de steekproef meestal samengevat is in de toetsingsgrootheid, wordt het kritieke gebied ook wel opgevat als deelverzameling van het waardenbereik van de toetsingsgrootheid. Het bestaat dan uit de waarden van de toetsingsgrootheid waarvoor de nulhypothese wordt verworpen. Aangezien een toetsingsgrootheid meestal eendimensionaal is, bestaat het kritieke gebied dan uit een deel van de reële rechte, vaak de grote waarden, dus de waarden voorbij (of gelijk aan) een zekere grens, die kritieke waarde wordt genoemd.

## Voorbeeld
Iemand twijfelt eraan of de munt die bij het tossen gebruikt wordt, wel eerlijk is. Hij besluit de munt 100 keer op te gooien en te kijken hoe vaak, {\displaystyle X}, de uitkomst 'munt' is. Wat zal een reden zijn om aan de zuiverheid te twijfelen? De mogelijke waarden voor {\displaystyle X} zijn {\displaystyle 0,1,2,\ldots ,99,100}. Duidelijk is dat de uitkomsten 0 en 100 verdacht zijn, en beter bij de alternatieve hypothese dat de munt niet eerlijk is, passen, dan bij de nulhypothese van zuiverheid. Het kritieke gebied zal daarom deze mogelijkheden bevatten, maar vermoedelijk ook 1 en 99, en 2 en 98. D.w.z.:
{\displaystyle K=\{0,1,\ldots ,c,(100-c),\ldots ,99,100\}}
Welke waarden alle in het kritieke gebied liggen, dus hoe groot {\displaystyle c} gekozen moet worden, is afhankelijk van de gekozen onbetrouwbaarheidsdrempel.